# Qualea urceolata
Qualea urceolata är en tvåhjärtbladig växtart som beskrevs av Stafleu. Qualea urceolata ingår i släktet Qualea och familjen Vochysiaceae. Inga underarter finns listade i Catalogue of Life.